# دايفيد سميث (لاعب كرة قدم)
دايفيد سميث (بالإنجليزية: David Smith)‏ (26 ديسمبر 1970 بليفربول في المملكة المتحدة - ) هو لاعب كرة قدم بريطاني في مركز الوسط. لعب مع أكسفورد يونايتد ودرودا يونايتد وستوكبورت كونتي وماكليسفيلد تاون ونورويتش سيتي.

## وصلات خارجية
- دايفيد سميث على موقع قاعدة بيانات كرة القدم.إي يو (الإنجليزية)
- دايفيد سميث على موقع Soccerbase.com (لاعب) (الإنجليزية)
- دايفيد سميث على موقع عالم كرة القدم.نت (الإنجليزية)